# Camponotus xanthogaster
Camponotus xanthogaster é uma espécie de inseto do gênero Camponotus, pertencente à família Formicidae.